# Робин Худ (филм из 1922)
Робин Худ (енгл. Robin Hood), пуним насловом заштићеним ауторским правима Даглас Фербенкс у Робину Худу (енгл. Douglas Fairbanks in Robin Hood), амерички је неми авантуристички филм из 1922. године, режисера Алана Двона. Сценарио је написао Даглас Фербенкс, који је такође био и продуцент и главни глумац, док су се у споредним улогама нашли Волас Бири, Сем де Грас, Енид Бенет и Алан Хејл. Ово је био први филм који је имао свечану премијеру у Холивуду, а значајан је и по томе што је његова раскошна продукција досегла буџет од скоро милион долара. Наишао је на изузетно позитивне рецензије критичара и публике, а био је и комерцијално успешан.
Наставак, Ричард Лављег Срца, у коме је Бири поновио своју улогу краља Ричарда, премијерно је приказан 1923. године.

## Радња
На једном витешком турниру, шармантни ерл од Хантингдона побеђује свог огорченог непријатеља, сер Гаја од Гизборна. Хантингдон се потом придружује краљу Ричарду Лављег Срца, који одлази у крсташки поход и оставља свог брата, кнеза Џона, као регента. Кнез убрзо показује своје право лице као окрутан и подмукао тиранин. Подстакнут од стране сер Гаја, он узурпира Ричардов престо.
Када Хантингдон прими поруку од леди Меријан Фицволтер, своје љубави, која га обавештава о свему што се догодило, он тражи дозволу да се врати у Енглеску. Краљ Ричард претпоставља да је ерл постао кукавица и одбија му дозволу. Ерл покушава да оде упркос томе, али га сер Гај пресреће и хапси као дезертера. Након што успе да побегне из затвора, он се враћа у Енглеску, ризикујући живот и част, како би се супротставио кнезу Џону и вратио краљу Ричарду престо. Налази себе и своје пријатеље прогнане, а Меријан наизглед мртву.
Хантингдон се враћа у Нотингем и усваја идентитет Робина Худа, заштитника потлачених. Предводећи групу одметника која краде од богатих да би дала сиромашнима, која укључује фратара Така, Малог Џона, Вила Скaрлета и Алена-а-Дејла, он ради на исправљању неправди кроз јуначке подвиге и загорчава живот кнезу Џону и његовом саучеснику, високом шерифу од Нотингема. Након што спасе Меријан из затвора кнеза Џона и порази сер Гаја у коначном сукобу, Робин бива заробљен. Благовремени повратак краља Ричарда враћа му слободу и Меријан, и осујећује планове кнеза Џона.

## Улоге
| Глумац          | Улога                          |
| --------------- | ------------------------------ |
| Даглас Фербенкс | ерл од Хантингдона / Робин Худ |
| Волас Бири      | краљ Ричард Лављег Срца        |
| Сем де Грас     | кнез Џон                       |
| Енид Бенет      | леди Меријан Фицволтер         |
| Пол Дики        | сер Гај од Гизборна            |
| Вилијам Лоуери  | високи шериф од Нотингема      |
| Вилард Луис     | фратар Так                     |
| Алан Хејл       | штитоноша / Мали Џон           |
| Бад Гири        | Вил Скарлет                    |
| Лојд Талман     | Алан-а-Дејл                    |
| Били Бенет      | слушкиња леди Меријан          |